# Medicinen (film)
Medicinen er en svensk dramedyfilm fra 2014 instrueret af Colin Nutley. Filmen er baseret på en roman fra 2009 skrevet af Hans Koppel, som er et pseudonym for Petter Lidbeck. Medvirkende tæller blandt andre Helena Bergström, Ewa Fröling og Maria Lundqvist.
Filmen fik premiere den 29. august 2014.

## Medvirkende
- Helena Bergström som Johanna
- Ida Engvoll som Linda
- Peter Eggers som Erik
- Ewa Fröling som Iris
- Susanne Thorson som Jessica
- Maria Lundqvist som Louise
- Johan H. Kjellgren som Lasse
- Thomas Hanzon som Magnus
- Nina Gunke som doktor Mattsson
- Katarina Ewerlöf som Marie
- Petra Mede som Eva